# Ölmevalla församling
Ölmevalla församling är en församling i Kungsbacka kontrakt i Göteborgs stift. Församlingen  ingår i Löftadalens pastorat och ligger i Kungsbacka kommun i Hallands län.

## Administrativ historik
Ölmevalla församling har medeltida ursprung. Den var till 1962 moderförsamling i pastoratet Ölmevalla och Landa. Från 1962 till 1992 annexförsamling i pastoratet Frillesås, Gällinge, Idala, Ölmevalla och Landa. Från 1992 till 2014 åter moderförsamling i pastoratet Ölmevalla och Landa. Församlingen ingår från 2014 i Löftadalens pastorat.

## Kyrkor
- Sankt Lars kyrka
- Ölmevalla kyrka